# National Invitation Tournament 1996
Il National Invitation Tournament 1996 è stata la 59ª edizione del torneo. La final four è stata giocata al Madison Square Garden di New York. Ha vinto il titolo la University of Nebraska-Lincoln, allenata da Danny Nee. Miglior giocatore del torneo è stato eletto Erick Strickland.
| Campione NIT 1996              |
| ------------------------------ |
| Nebraska Cornhuskers 1º titolo |

## Squadra vincitrice
|  | Naz.                   | Ruolo | Sportivo         |  | Alt. |  |  |
|  | ---------------------- | ----- | ---------------- |  | ---- |  |  |
|  | Stati Uniti (bandiera) | A     | Terrance Badgett |  | 198  |  |  |
|  | Stati Uniti (bandiera) | G     | Jaron Boone      |  | 198  |  |  |
|  | Stati Uniti (bandiera) | A     | Bernard Garner   |  | 201  |  |  |
|  | Stati Uniti (bandiera) | G     | Jason Glock      |  | 196  |  |  |
|  | Stati Uniti (bandiera) | C     | Venson Hamilton  |  | 208  |  |  |
|  | Stati Uniti (bandiera) | A     | Chad Ideus       |  | 201  |  |  |
|  | Stati Uniti (bandiera) | G     | Tyronn Lue       |  | 183  |  |  |
|  | Stati Uniti (bandiera) | A     | Andy Markowski   |  | 203  |  |  |
|  | Stati Uniti (bandiera) | C     | Mikki Moore      |  | 211  |  |  |
|  | Stati Uniti (bandiera) | C     | Leif Nelson      |  |      |  |  |
|  | Stati Uniti (bandiera) | C     | Chris Sallee     |  | 208  |  |  |
|  | Stati Uniti (bandiera) | G     | Erick Strickland |  | 191  |  |  |
|  | Stati Uniti (bandiera) | G     | Chester Surles   |  | 201  |  |  |
|  | Stati Uniti (bandiera) | G     | Tom Wald         |  | 183  |  |  |

- Allenatore: Danny Nee